# Erik Anderberg
Vicealmirante Erik Magnus Anderberg  (Estocolmo, 1 de enero de 1892 – Estocolmo, 28 de febrero de 1990) fue un oficial de la Marina Sueca. Es famoso por ser el gran arquitecto de la noción de una autoridad unificada de inteligencia de señales en Suecia. Anderberg sirvió como capitán del HSwMS Sverige de 1940 a 1941, comandante del Royal Swedish Naval Staff College de 1943 a 1945, Jefe del Estado Mayor de la Armada de 1945 a 1950 y como comandante del Distrito Naval de la Costa Este de 1951 a 1957.

## Primeros años
Anderberg nació el 1 de enero de 1892 en el barrio de Rörstrand de Estocolmo, Suecia, hijo del contador Anders Anderberg y su esposa Anna Eidem-Andersson. Fue admitido a la edad de 14 años en el curso de seis años en la Academia Naval Real Sueca donde se convirtió en underlöjtnant en 1912. Durante su tiempo como cadete, sirvió, entre otras cosas, a bordo del crucero HMS Fylgia y la corbeta HSwMS Saga. En clase con él, durante todo el período educativo, estaba Jacob Wallenberg, quien luego se convirtió en CEO de Stockholms Enskilda Bank. Entre estos dos ocurrió una constante competencia por ser el primero, y una amistad que duró toda la vida.

## Carrera

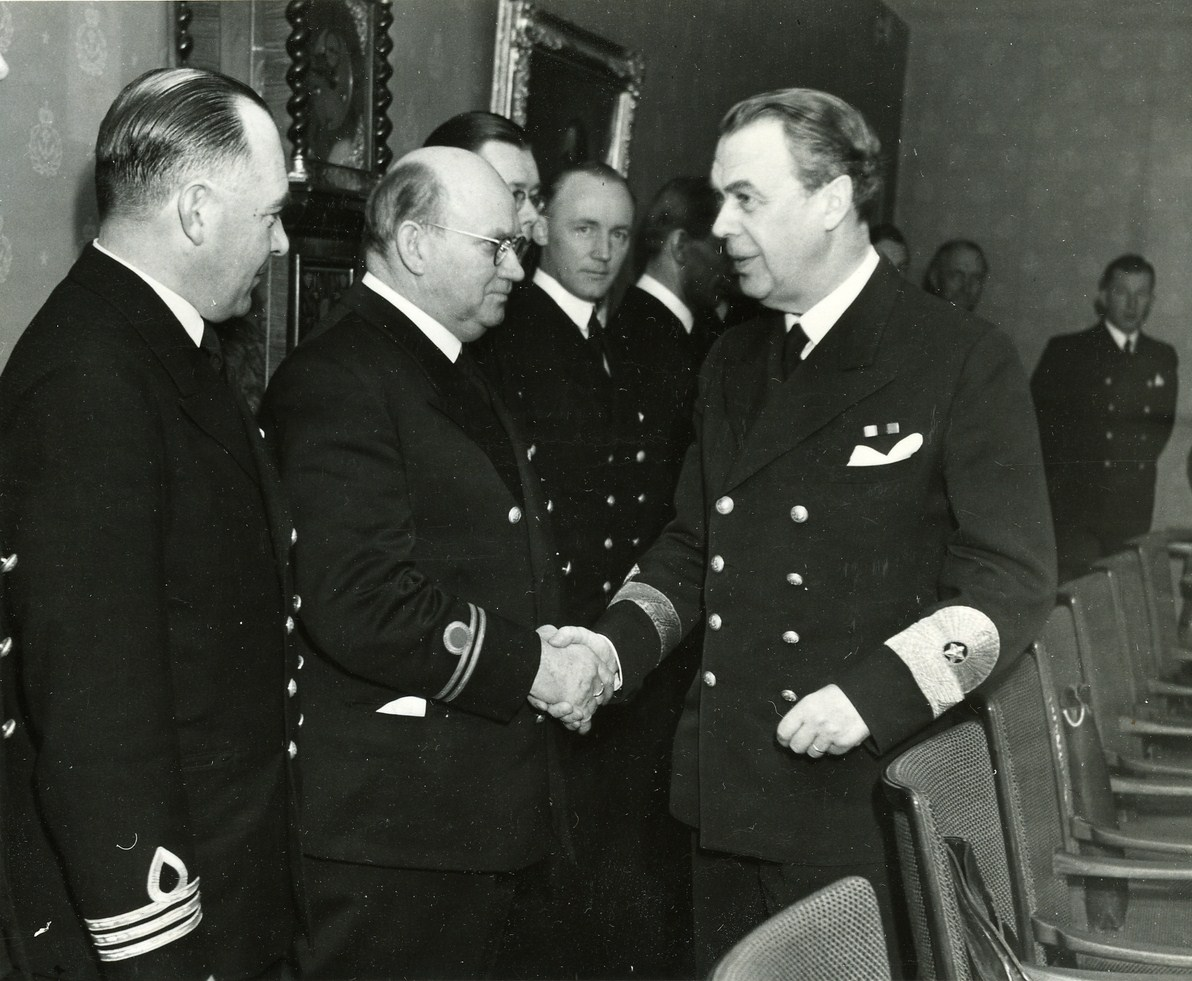
Anderberg (derecha) en 1947.

Después de la vigilancia de neutralidad y la educación durante los primeros años como oficial en Segunda Guerra Mundial, Anderberg hizo un esfuerzo duradero en el servicio de señales y comunicaciones. En 1917 estuvo en Francia, donde fue educado en la École supérieure d'électricité en París. Anderberg luego realizó estudios de radio en París de 1919 a 1920.

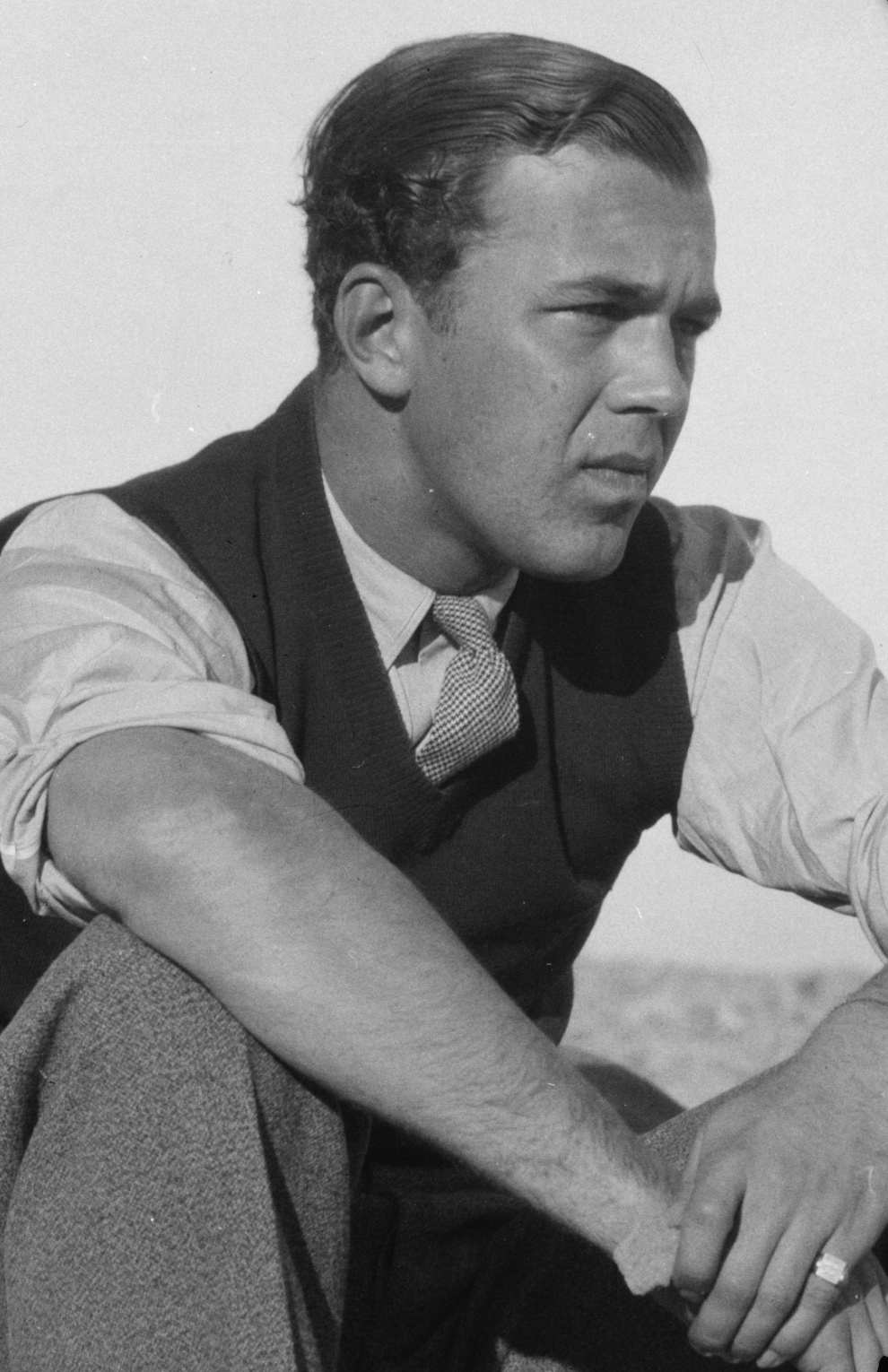
Bertil de Suecia

Durante el período de entreguerras, el tiempo de Anderberg estuvo lleno de enseñanzas en varios cursos de comunicaciones, sirviendo como profesor de comunicaciones en el Royal Swedish Naval Staff College de 1923 a 1924 y como asistente naval en la Junta de Servicios de Telecomunicaciones (Telegrafstyrelsen). Anderberg fue promovido a teniente (kapten) en 1921 y sirvió en el Estado Mayor Naval de 1922 a 1928 y de 1932 a 1934. A finales de la década de 1920, cuando servía en el Departamento de Comunicaciones del Estado Mayor Naval, se prepararon nuevos libros de señales. Al mismo tiempo, sirvió como agregado en la Conferencia Internacional de Radiotelegrafía en Washington D. C.. Desde 1934 participó en la preparación del Libro Internacional de Señales. Anderberg sirvió como agregado naval en París y La Haya de 1934 a 1937, cuando fue promovido a comandante. Mientras estaba en París, fue tutor del Príncipe Bertil, Duque de Halland durante su servicio en la Embajada de Suecia.
La orientación técnica de Anderberg, su talento intuitivo, buena memoria y habilidades lingüísticas sobresalientes lo hicieron especialmente adecuado para tareas en contextos internacionales. También se dedicó a los códigos, donde se convirtió en un experto de renombre internacional. Anderberg es considerado el gran arquitecto de la noción de una autoridad unificada de inteligencia de señales en Suecia después de desempeñar un papel crucial tanto en el desarrollo práctico de la vigilancia de radio como en la contratación temprana de personal civil clave de alto calibre para el trabajo criptanalítico. En la primavera de 1931, se inició la recolección regular de señales de radio militar en el barco de defensa costera HSwMS Drottning Victoria. Esto incluía señales rusas, alemanas y inglesas. Esto se hizo a iniciativa del entonces capitán Anderberg. En 1937 fue nombrado jefe del Departamento de Señales Militares en el nuevo Estado Mayor de Defensa. Antes de esto, bajo los auspicios del antiguo Estado Mayor General, Anderberg había organizado cursos en criptología para candidatos especialmente seleccionados desde 1930.

En 1940 fue designado capitán del barco de defensa costera HSwMS Sverige, que comandó hasta 1941. Anderberg sirvió como capitán de bandera en la Flota Costera de 1941 a 1943 y fue promovido a capitán en 1942. Luego fue jefe del Royal Swedish Naval Staff College de 1943 a 1945, cuando fue promovido a contraalmirante. Anderberg fue nombrado Jefe del Estado Mayor de la Armada en 1945 y cinco años después sirvió como agregado naval en Washington D. C. y Ottawa. En 1951 fue nombrado comandante del Distrito Naval de la Costa Este. Anderberg se retiró y dejó el cargo en 1957, siendo promovido al mismo tiempo a vicealmirante. Tras su retiro, Anderberg formó parte de la junta de Ericsson y Svenska Ackumulator AB Jungner. Anderberg mantuvo su interés en la marina y en lo que allí sucedía. Participó en reuniones, aniversarios y conferencias a pesar de una capacidad visual cada vez más reducida.

## Vida personal
En 1929 se casó con Margaretha Lindahl (1903–1995), hija de Arvid Lindahl y Hulda Larsson. Fue padre de Carl (nacido en 1930) y Magnus (nacido en 1938). Anderberg falleció el 28 de febrero de 1990 y fue enterrado en Galärvarvskyrkogården (Cementerio del astillero de galeras) en Estocolmo.

## Fechas de rango
- 1912 – Subteniente
- 19?? – Subteniente
- 1921 – Teniente
- 1937 – Comandante
- 1942 – Capitán
- 1945 – Contraalmirante
- 1957 – Vicealmirante

## Premios y distinciones

### Suecos
- Medalla Conmemorativa del Jubileo del Rey Gustavo V (1948)[7]
- Comandante Gran Cruz de la Orden de la Espada (11 de noviembre de 1952)[9]
- Caballero de la Orden de la Estrella Polar (1941[10])
- Caballero de 1.ª Clase de la Orden de Vasa (1931[11])

### Extranjeros
- Comandante de la Legión de Honor (11 de enero de 1956)[12]
- Comandante de 1.ª Clase de la Orden del Dannebrog[7]
- Caballero Comandante Honorario de la Orden Real Victoriana (junio de 1956)[13]
- Comandante de la Legión de Honor[7]
- Comandante de la Orden de Orange-Nassau con espadas[7]

## Honores
- Miembro de la Real Academia Sueca de Ciencias de la Guerra (1941)[2]
- Miembro honorario de la Sociedad Real Sueca de Ciencias Navales (1945)[2]